# Црква Светог Архангела Михаила у Бернабију
Црква Светог Архангела Михаила у Бернабију се налази у источном делу Метро Ванкувера (Британска Колумбија, Канада), у граду Бернаби. Поред цркве делује и Српски културни центар који за циљ има да промовише и организује српска културна, образовна, спортска и друштвена догађања у том граду.

## Историјат
Од 1947. године, са порастом броја Срба у Ванкуверу, све више се осећала потреба за проповедањем Православне вере у том граду, па је 4. јануара 1953. године зграда у којој су се до тада окупљали Срби из Ванкувера, "Плави Дунав", променила статус и постала Црквено-школска општина „Свети Архангел Михаило”. Ова општина је колевка многих српских организација. Најпознатија и једна од најстаријих је „Српски савез Соко”, потекла из САД, затим Коло српских сестара „Косовка девојка”, фолклорни ансамбл „Млада Србадија” и фудбалски клуб „Бели орлови”.
Црквено школска општина је на свом земљишту у Бернабију изградила нови Српски дом културе. Под овим кровом се налази и црква „Свети Архангел Михаило” са вишенаменском салом, библиотеком, позориштем, националним рестораном, као и многим српским организацијама из Ванкувера. Црква припада Епархији канадској.
Почетком 1990-их година, огроман број Срба се доселио у Канаду са простора бивше Југославије. За њихове потребе, почетком деведесетих година 20. века црква је купила земљиште где је данас лоцирана грађевина Српског културног центра. Дозвола за изградњу је добијена 1. марта 2002. године, а изгадња је почела 4. марта 2002. године.
Благослов надлежног Епископа Господина Лонгина за изградњу новога храма добијен је 14. фебруара 2002. године а грађевинска дозвола од градских власти добијена је 28 фебруара 2002. године. Изградња новог храма светог архангела Михаила у Брнабију почела је свечано у понедјељак, 4. марта 2002 године. Молитвословље за срећан и Богом благословен почетак изградње новог храма служили су сви српски свештеници из Британске Колумбије, Протојереји Љубомир Радуловић, Сава Арсенијевић, Мирослав Дејанов и јереј Десимир Видовић.
На Лазареву суботу, 27 априла 2002. године, његово Преосвештенство Господин Лонгин осветио је темељ. Уз саслужење протојереја Љубомира Радуловића, Протојереја Мирослава Дејанова, Протојереја Саве Арсенијевића, јереја Џона Каукакиса, јереја Десимира Видовића и ђакона Милана Пајића у темељ су заједно са каменом темељцем уграђена су и четири камена донесена из Српских земаља: Србије, Црне Горе, Босне и Херцеговине и Далмације.
У августу 2003. изливени су крстови за цркву и звоник. Крстове је цркви даровао Горан Ђашић. Крстови су освећени у недељу 31. августа, мали крст је истог дана постављен на звоник док је велики крст свечано постављен на куполу храма 6 јуна 2004. Крстове је осветио протојереј Ставрофор Марко Тодоровић уз саслужење протојереја Љубомира Радуловић и јереја Десимира Видовић. Кум за мањи крст био је Никола Кос а за велики крст кум је био Војо Богдановић из Келоне. У суботу ујутро, 5. марта 2005. године уз присуство многих верних освећена је новоизграђена црква, а потом се служила прва Света Архијерејска Литургија. Началствовао је Његово Високопреосвештенство Амфилохије – Митриполит црногорско-приморски и Његово Преосвештенство Господин Лонгин – надлежни Епископ.
Српски културни центар је отворен 5. марта 2005. године.